# Ranchester
Ranchester város az USA Wyoming államában, Sheridan megyében. Lakosainak száma 1064 fő (2020. április 1.).

## Népesség
A település népességének változása:
| Lakosok száma | 147  | 855  | 1064 |
|               | 1920 | 2010 | 2020 |